# Schloss Fürstenforst
Das Schloss Fürstenforst ist ein Schloss in Fürstenforst, einem Gemeindeteil des Marktes Burghaslach im Landkreis Neustadt an der Aisch-Bad Windsheim. Das Schloss, das auf dem Stumpf eines hochmittelalterlichen Bergfriedes errichtet wurde, lässt noch gut seinen Ursprung aus einer mittelalterlichen Burganlage nachvollziehen.

## Geschichte
Eine erste Anlage in Fürstenforst soll Sitz des edelfreien Geschlechts derer von Haslach gewesen sein und wurde durch Rudolf von Habsburg zerstört.
Zwischen 1484 und 1486 wurde die Burg Fürstenforst durch Veit von Vestenberg neu errichtet. Im selben Jahr begab sich Veit von Vestenberg mit seinen Neffen Veit und Philipp in ein Lehnsverhältnis zum Markgrafen von Brandenburg-Ansbach. Grund hierfür dürften Streitigkeiten gewesen sein, die er mit seinen Vettern hatte, welche im Schloss Burghaslach residierten. Im Bauernkrieg nahm die Anlage in Fürstenforst durch Brand beträchtlichen Schaden. Dieser wurde durch die Brüder Wolff und Hanns von Vestenberg mit 1723 Gulden taxiert.
Erhebliche Schäden entstanden an der wieder instandgesetzten Anlage während des Dreißigjährigen Krieges. 1681 wird das Schloss Fürstenforst als öd bezeichnet. Im Zusammenhang mit dem Aussterben der Vestenberger durch den Tod Sigmund Ludwigs 1687 wird Fürstenforst als „völlig unbrauchbar“ und die Nebengebäude, insbesondere das Torhaus und das Wohnhaus des Vogts, als „dem Einfallen nahe“ bezeichnet. Mit dem Aussterben der Vestenberger fiel das Schloss an Brandenburg-Ansbach heim. Auf markgräflichen Befehl wurde das Schlossgut 1701 in sieben Teile zerschlagen, neu bebaut und mit Familien besiedelt. Das Schloss selbst befand sich in der Folgezeit im Besitz verschiedener Adeliger. Genannt werden um 1750 die Freiherren von Manicke und die Grafen von Gronsfeld-Limburg. 1765 erwarb es Johann Michael von Löffler. 1772 kaufte der Kommandant der Wülzburg, Johann Christoph Ernst Hofer von Lobenstein, das Schloss. 1807 kaufte schließlich Johann Friedrich Eyselein, castellscher Justizamtmann und letzter Zentgraf von Burghaslach, das Schloss.

## Beschreibung der Anlage
Das heutige Schloss von 1735 besteht aus einem zweistöckigen Bau auf annähernd quadratischem Grundriss. Errichtet wurde es auf Resten des Bergfrieds der mittelalterlichen Anlage aus dem 13. Jahrhundert. Abgeschlossen wird der Bau durch ein Walmdach.
Die Gebäude um den ehemaligen Schlosshof lassen noch gut den Charakter der relativ großen mittelalterlichen Wehranlage erahnen. Sie platzieren sich auf einer Fläche von etwa 3200 Quadratmeter um den rechteckigen Schlosshof, wobei das Schloss selbst etwas nach Süden hervorspringt. Um diese Gebäude ist im Westen, Süden und Osten noch der Graben der Anlage zu erkennen.
Das Schloss ist als Baudenkmal unter der Nummer D-5-75-116-28 geschützt. Die unterirdischen Reste sind als Bodendenkmal unter der Nummer D-5-6229-0041 verzeichnet.

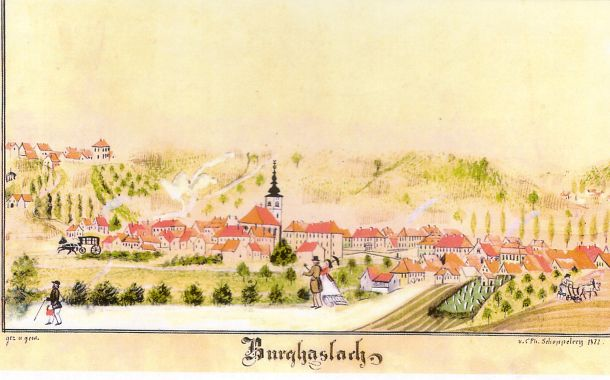
Ansicht von Burghaslach 1872. Das Schloss Fürstenforst ist oben links zu sehen. Gut zu erkennen auch der Charakter der ursprünglichen Spornburganlage.

Im Schlosshof ist der Brunnen der Anlage als Baudenkmal D-5-75-116-30 verzeichnet sowie ein Wohnstallhaus von 1730/40 unter der Nummer D-5-75-116-29.